# Rombout II Keldermans
Rombout II Keldermans (Malines, 1460 circa – Anversa, 15 dicembre 1531) è stato un architetto fiammingo.
Rombout II, nacque intorno al 1460 da Antoon architetto e membro della famiglia Keldermans.

Succedette al padre e al fratello come architetto di città a Malines, nel 1516 diventa l'architetto di corte di Carlo V. Erige la chiesa di Santa Caterina a Hoogstraten con l'alta torre di 104,7 metri. Nel 1515-17 realizza la prima parte della residenza di Margherita d'Austria a Malines. 
 In seguito lavorò spesso con i de Waghemakere di Anversa, dove collabora nella costruzione della cattedrale di Nostra Signora. 
Fra il 1517 e il 1533 costruiscono il municipio di Gand. Inoltre portò a termine (pur restando incompiuta) la torre della cattedrale di Malines.

## Opere
- Palazzo di Margherita d'Austria a Malines